# Mats Näslund
Mats Näslund (* 31. Oktober 1959 in Timrå) ist ein ehemaliger schwedischer Eishockeyspieler. Er ist Mitglied der IIHF Hall of Fame und des Triple Gold Club.

## Karriere
Die ersten beiden Jahre seiner Profikarriere verbrachte Näslund bei seinem Heimatclub in Timrå. Im Sommer 1978 wechselte er zu Brynäs IF und ein Jahr später wurde er beim NHL Entry Draft ausgewählt. Die Canadiens de Montréal zogen ihn während des NHL Entry Draft 1979 in der zweiten Runde an insgesamt 37. Position. Als erster in Europa geborener Spieler in einem Canadiens-Trikot gab er drei Jahre später sein NHL-Debüt. Durch ein tolles Rookie-Jahr bekam der Linksaußen bei den Fans schnell den Spitznamen "Le Petit Viking" ("Der kleine Wikinger"). Im Jahr 1990 kehrte er nach Europa zurück, absolvierte aber noch einmal 34 NHL-Spiele bei den Boston Bruins in der Lockout-Season 1994/95, bevor er seine Karriere danach endgültig beendete. In Schweden gewann er dreimal den nationalen Meistertitel.
Während seiner NHL-Karriere erhielt Näslund in keiner Saison mehr als 19 Strafminuten. Aufgrund dieser fairen Spielweise wurde er 1988 mit der Lady Byng Memorial Trophy ausgezeichnet. Während des NHL All-Star Game 1988 stellte er mit fünf Assists einen neuen Rekord auf.

### International
Mats Näslund spielte bei verschiedenen Turnieren für die schwedische Nationalmannschaft. Schon in den Nachwuchsteams seines Landes sammelte er Erfahrung. 1978 und 1979 beispielsweise gewann er die Silber- bzw. die Bronzemedaille bei den Jugend-Weltmeisterschaften. Für das A-Team trat er bei fünf Eishockey-Weltmeisterschaften an und gewann dabei eine Bronze-, eine Silber und 1991 sogar eine Goldmedaille. Auch am Canada Cup nahm er dreimal teil. Durch seine Teilnahme an den Olympischen Winterspielen 1994 und dem damit verbundenen Olympiasieg gehört er seitdem zum Triple Gold Club, das heißt zu den Spielern, die mindestens einmal den Stanley Cup, die Weltmeisterschaft und die Olympischen Spiele gewonnen haben. Näslund gehörte zusammen mit den beiden anderen Schweden Tomas Jonsson und Håkan Loob zu den ersten drei Spielern des zunächst inoffiziellen Klubs.

## Erfolge und Auszeichnungen
- 1977 Goldmedaille bei der U18-Junioren-Europameisterschaft
- 1978 Silbermedaille bei der U20-Junioren-Weltmeisterschaft
- 1978 All-Star Team der Junioren-Weltmeisterschaft
- 1979 Bronzemedaille bei der U20-Junioren-Weltmeisterschaft
- 1979 Bronzemedaille bei der Weltmeisterschaft
- 1980 Schwedischer Spieler des Jahres
- 1980, 1992, 1994: Schwedischer Meister
- 1980 Bronzemedaille bei den Olympischen Winterspielen
- 1981 Silbermedaille bei der Weltmeisterschaft
- 1983 NHL All-Rookie Team
- 1983 NHL All-Star Game der Rookies
- 1984, 1986, 1988: NHL-All-Star Game; 1989 wurde er zwar ins Team gewählt, konnte aber wegen einer Verletzung nicht spielen.
- 1984 Silbermedaille beim Canada Cup
- 1986 Stanley-Cup-Gewinn mit den Canadiens de Montréal
- 1986 NHL Second All-Star Team
- 1988 Lady Byng Memorial Trophy
- 1991 Goldmedaille bei der Weltmeisterschaft
- 1992 Europapokal-Gewinn mit Malmö IF
- 1994 Goldmedaille bei den Olympischen Winterspielen
- 1994 All-Star Team bei den Olympischen Winterspielen
- 2005 Aufnahme in die IIHF Hall of Fame

## Karrierestatistik
(Legende zur Spielerstatistik: Sp oder GP = absolvierte Spiele; T oder G = erzielte Tore; V oder A = erzielte Assists; Pkt oder Pts = erzielte Scorerpunkte; SM oder PIM = erhaltene Strafminuten; +/− = Plus/Minus-Bilanz; PP = erzielte Überzahltore; SH = erzielte Unterzahltore; GW = erzielte Siegtore; 1 Play-downs/Relegation; Kursiv: Statistik nicht vollständig)